# Rogas nigroornatus
Rogas nigroornatus är en stekelart som först beskrevs av Szepligeti 1914.  Rogas nigroornatus ingår i släktet Rogas och familjen bracksteklar. Inga underarter finns listade i Catalogue of Life.